# Grenze zwischen Deutschland und den Niederlanden

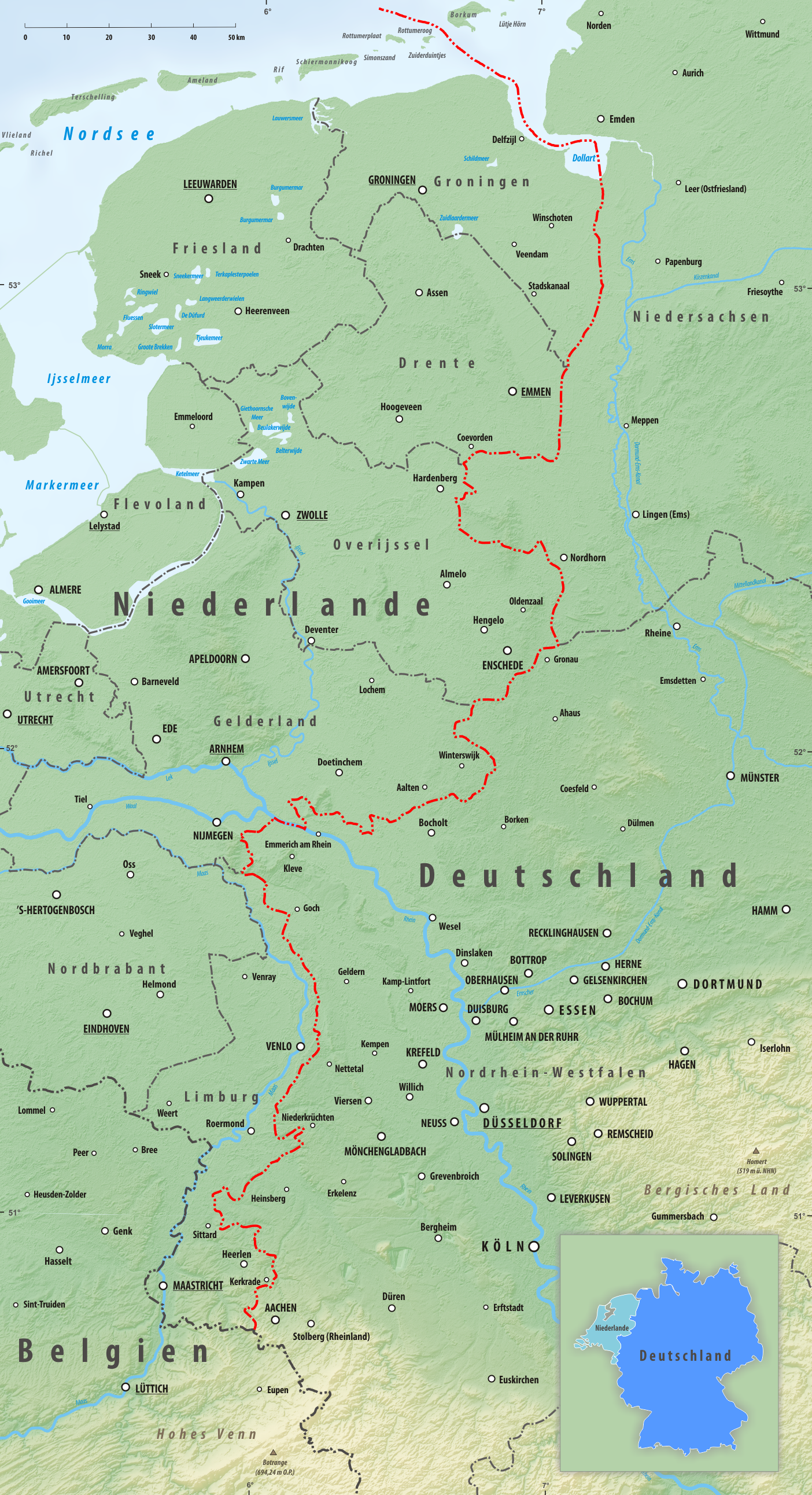
Grenzverlauf Deutschland-Niederlande

Deutsch-niederländische Grenzfrage

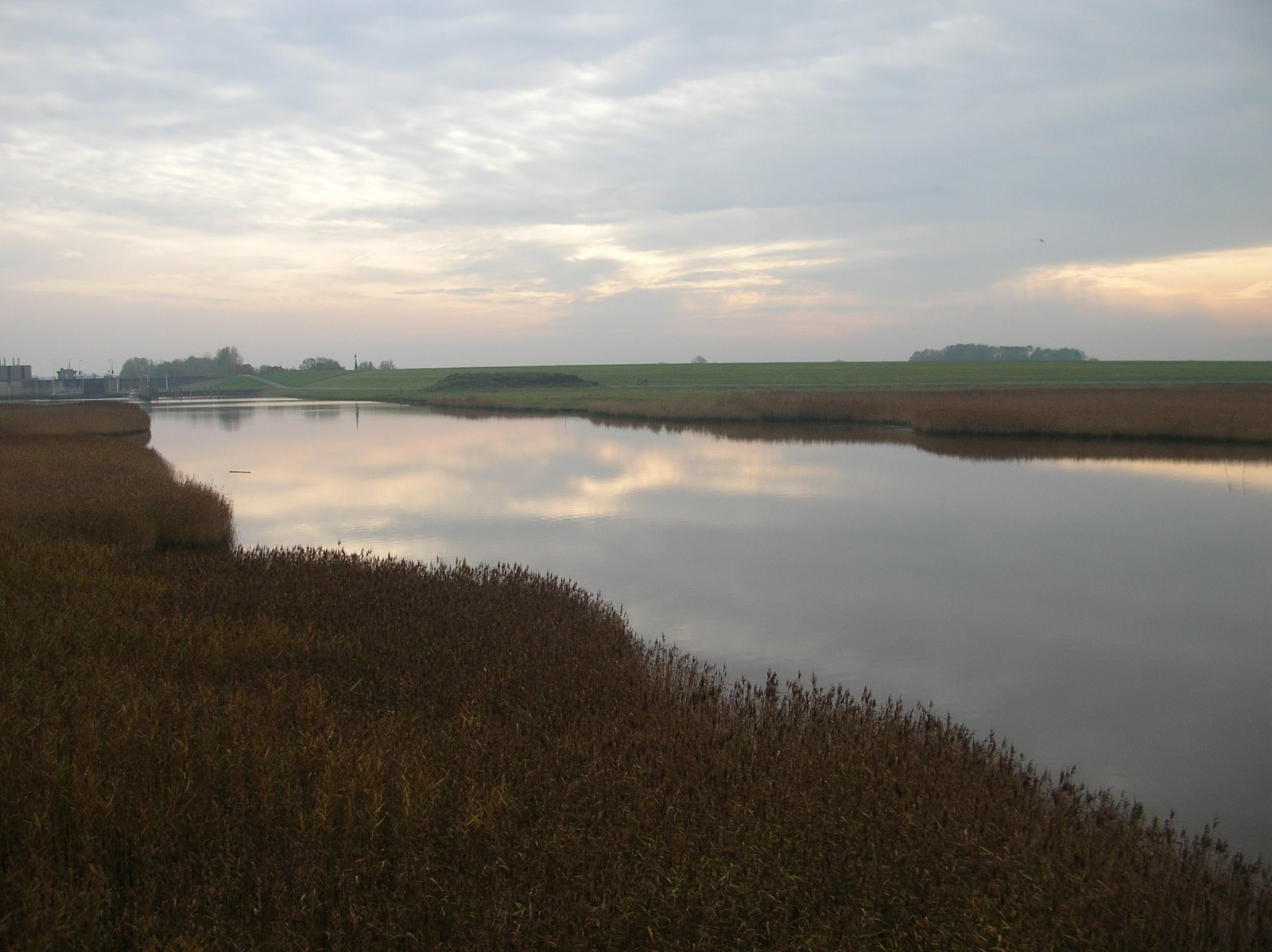
Rheiderland

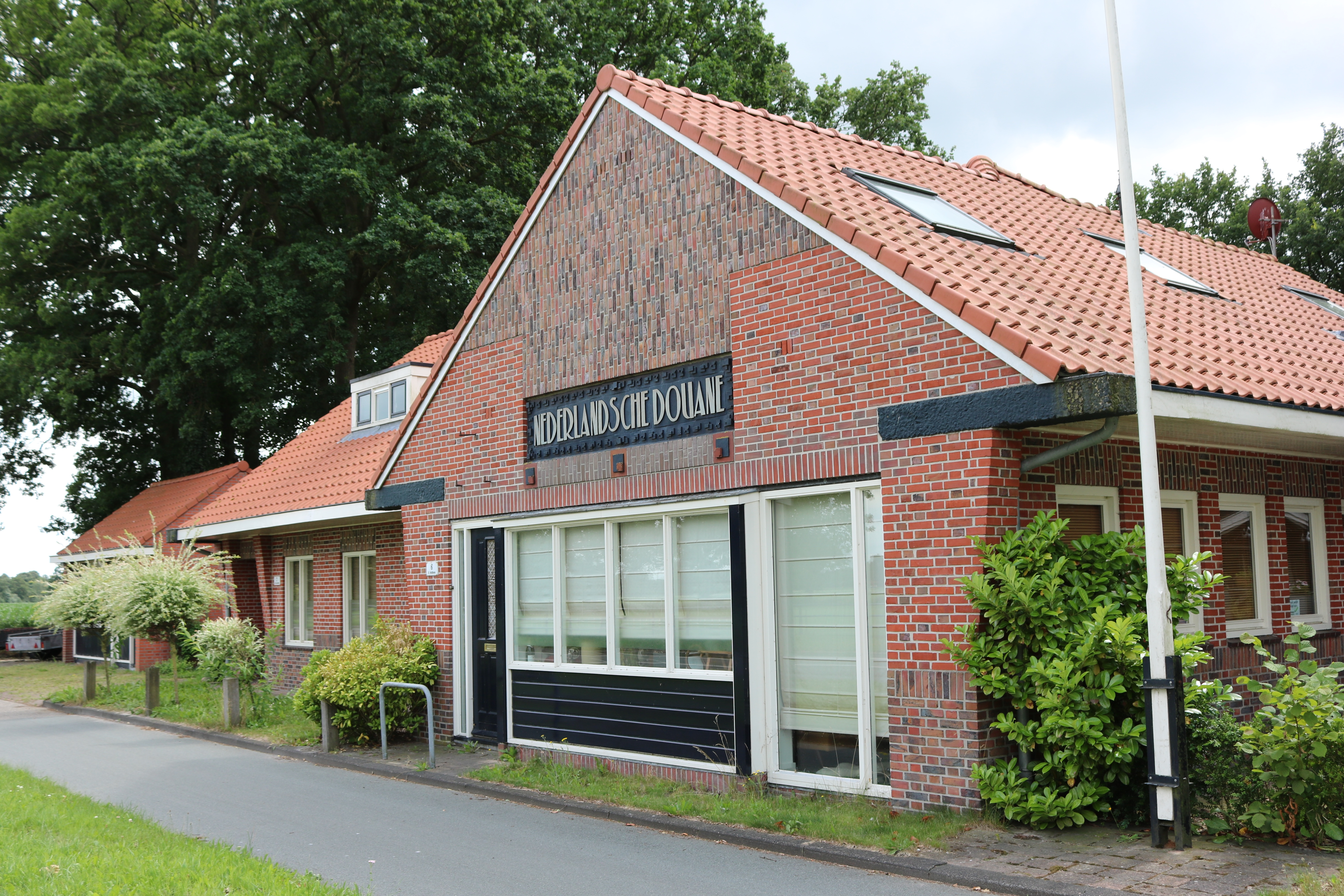
Zollhaus am Bahnhof Ter Apel Rijksgrens

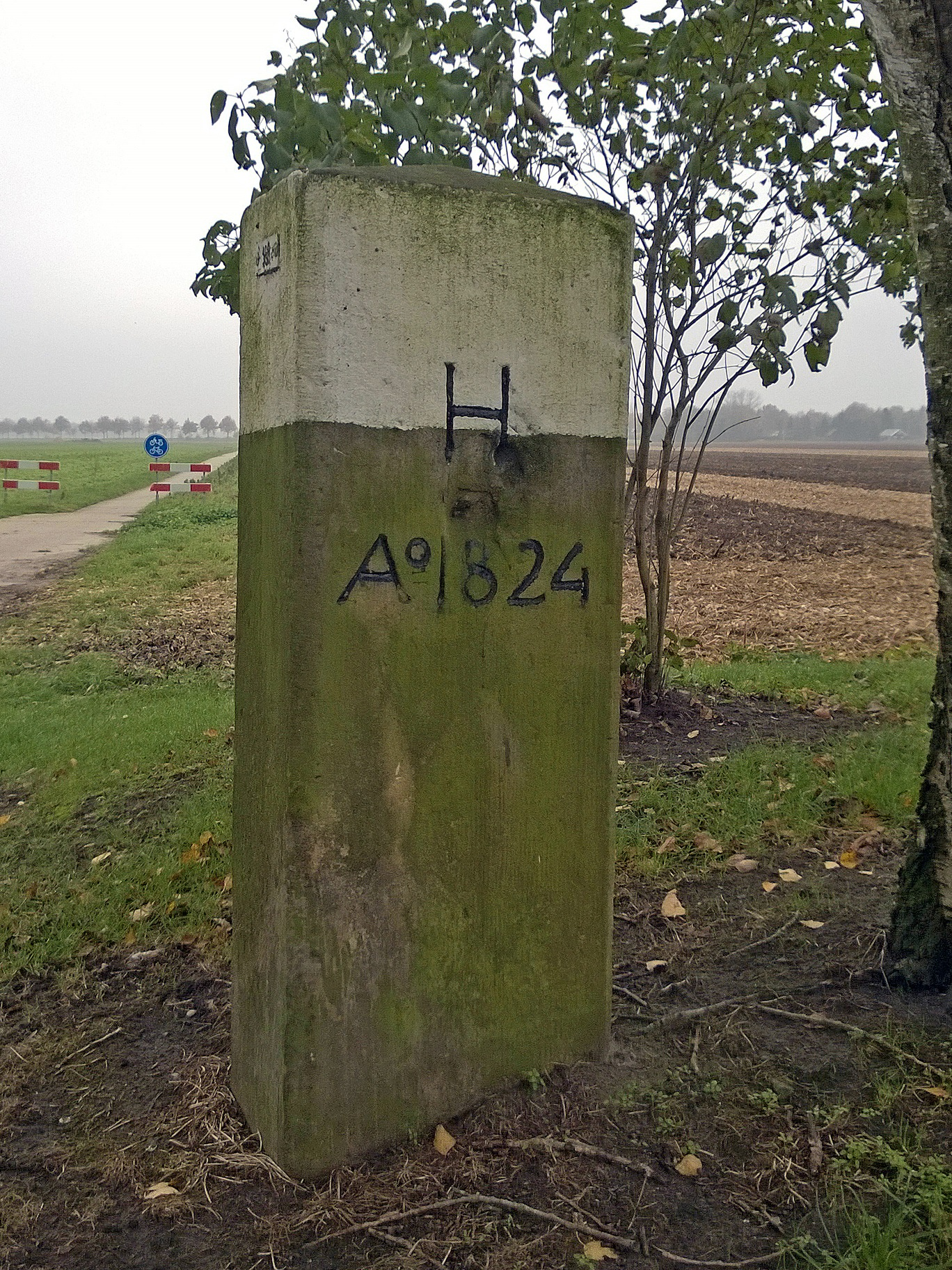
Grenzstein 168 bei Rütenbrock

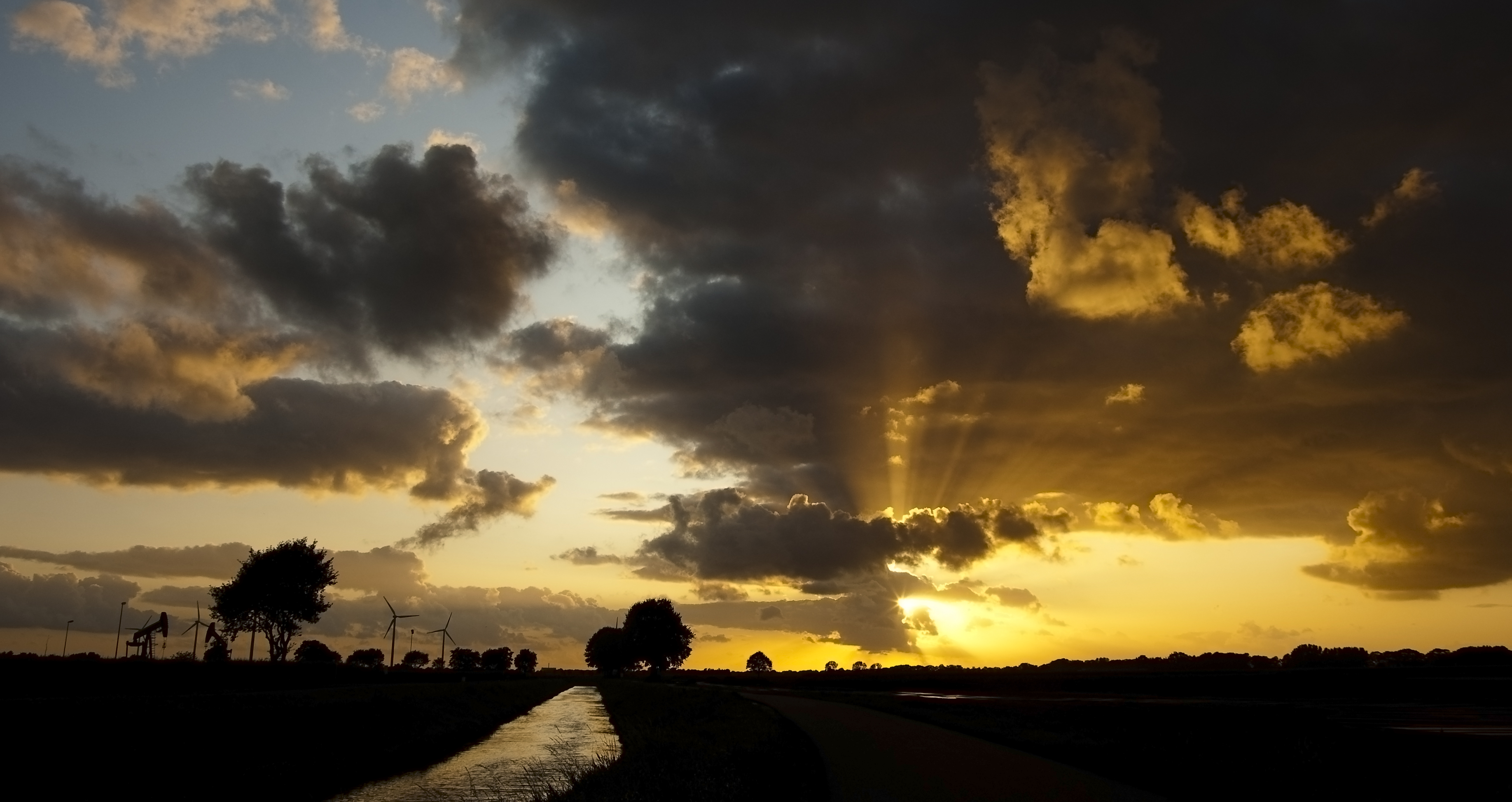
Fluss Grenzaa in der Nähe von Schoonebeek (Gemeinde Emmen)

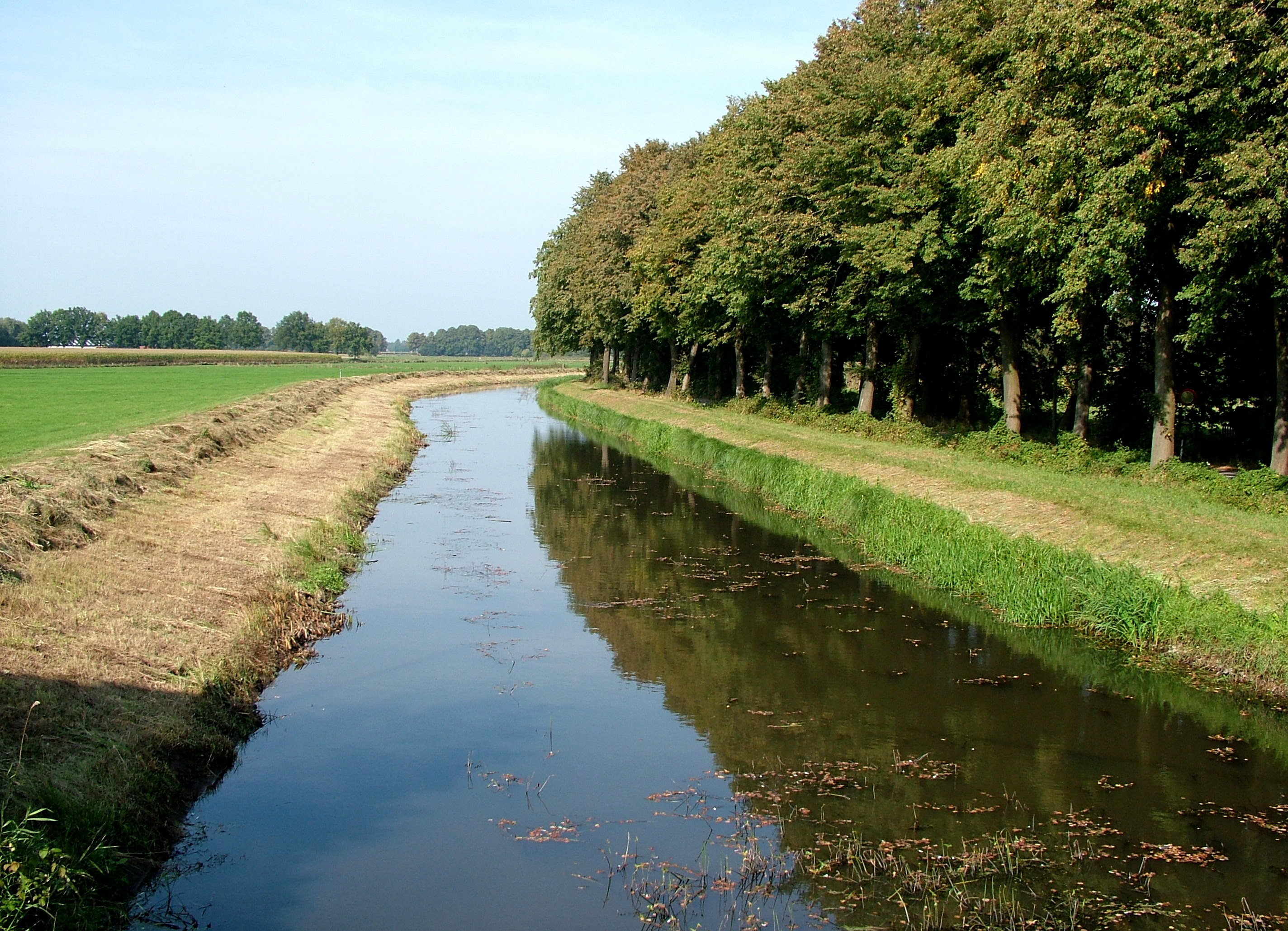
Anholt (Isselburg)

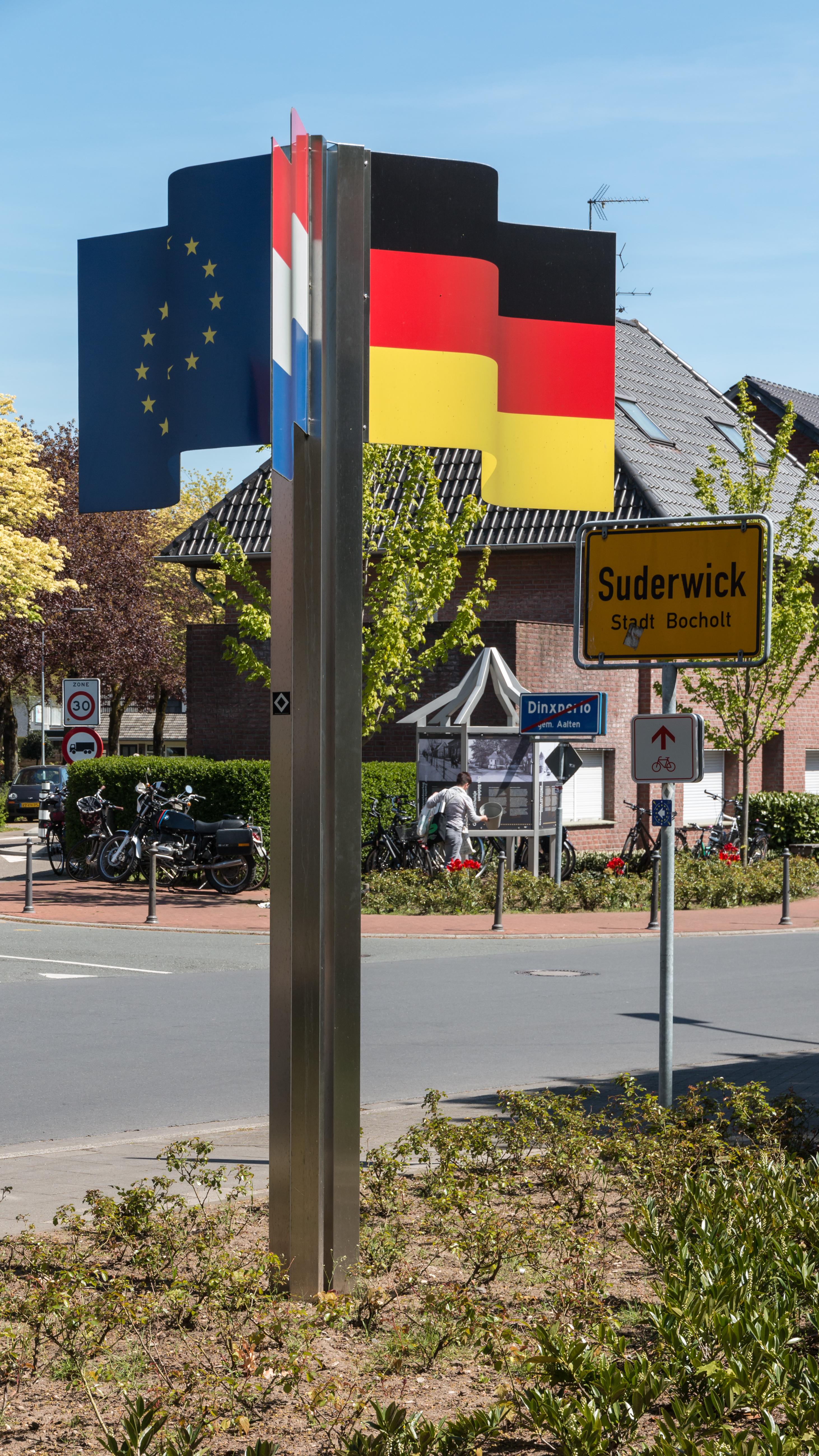
Flaggenskulptur in Dinxperlo und Bocholt-Suderwick

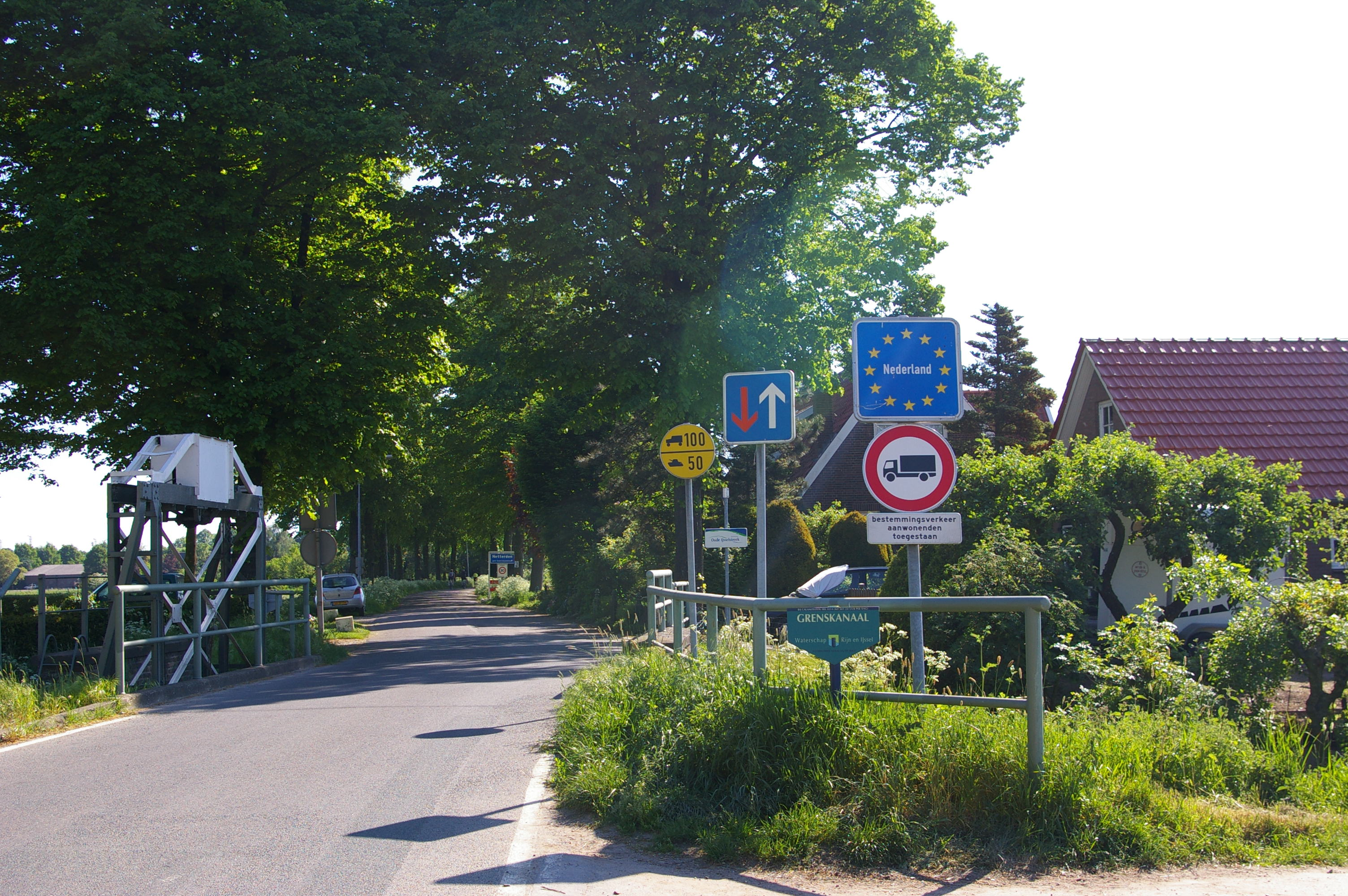
Grenze bei Netterden, Stadt Oude IJsselstreek, Achterhoek, Gelderland

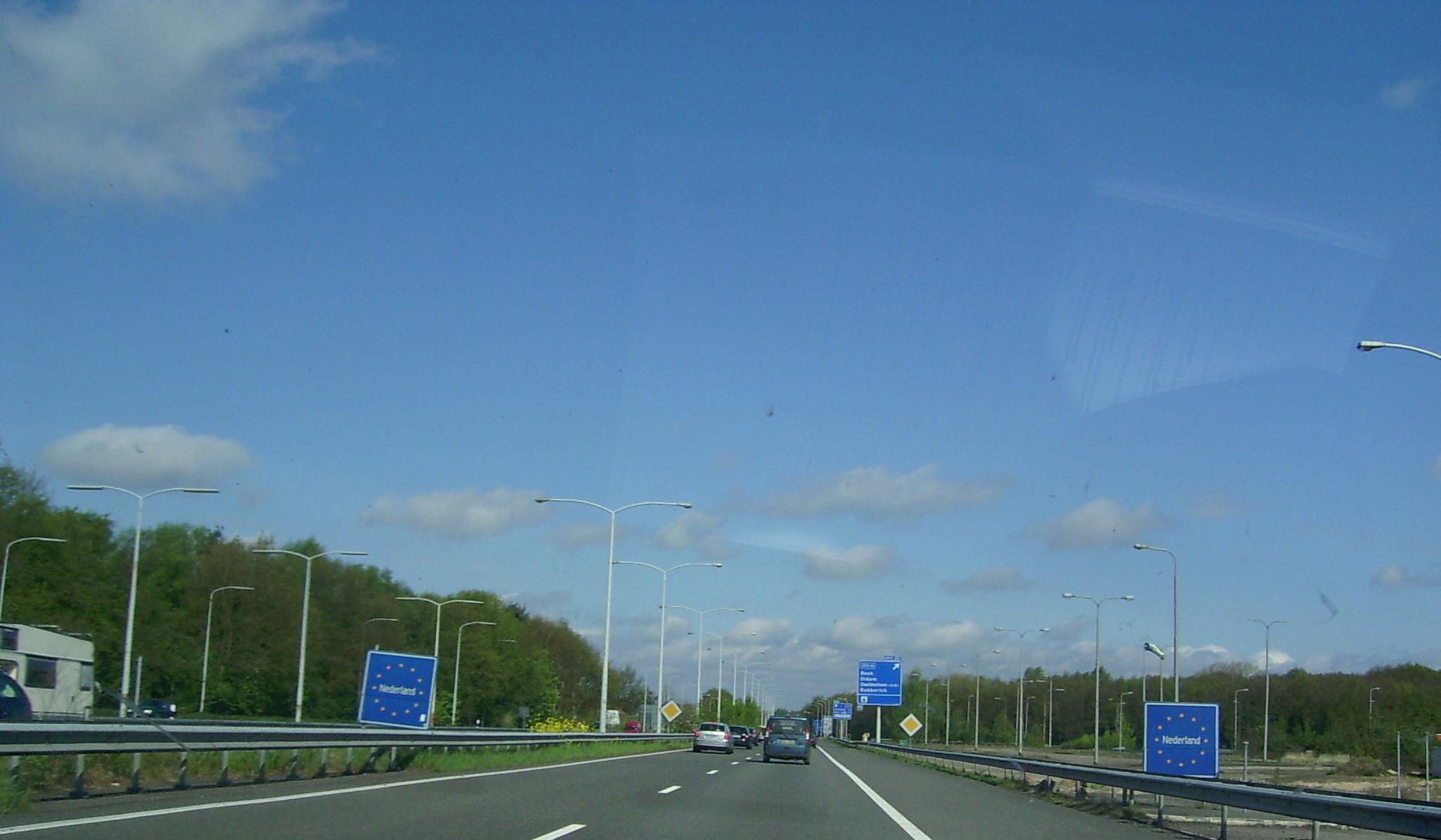
Grenzübergang Elten/Bergh Bundesautobahn 3 Rijksweg 12

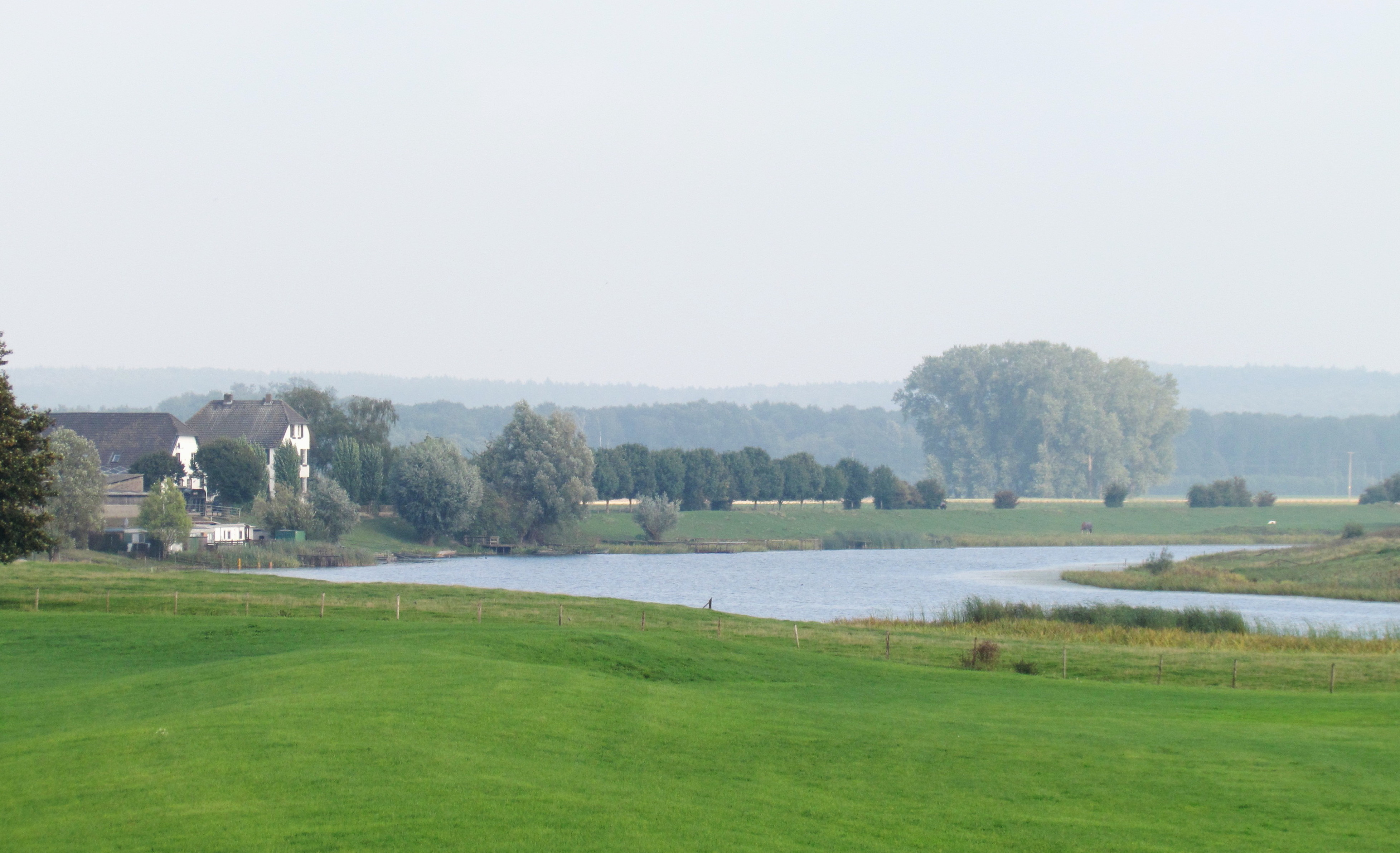
Grondstein am Altrhein

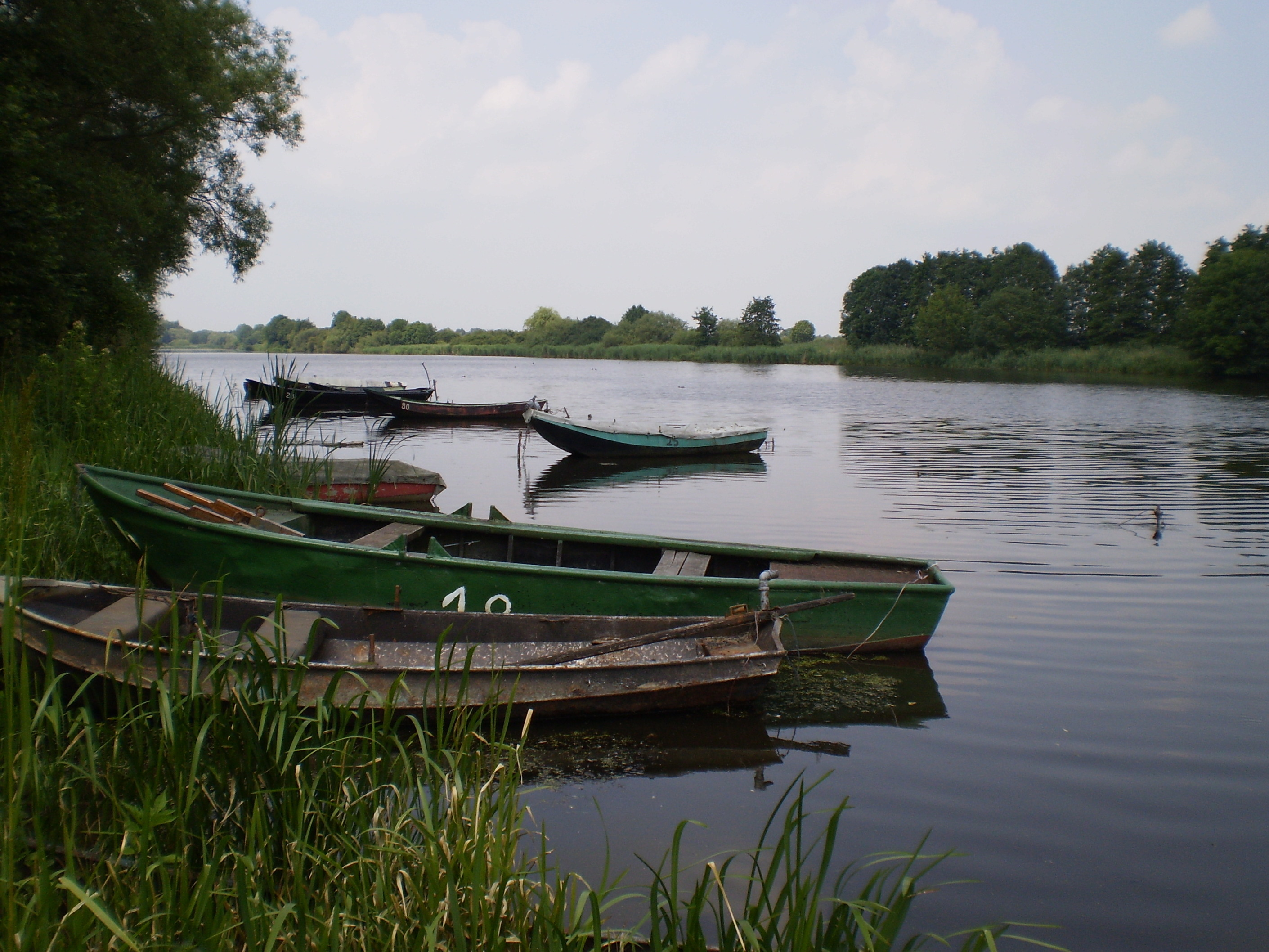
Wyler Meer

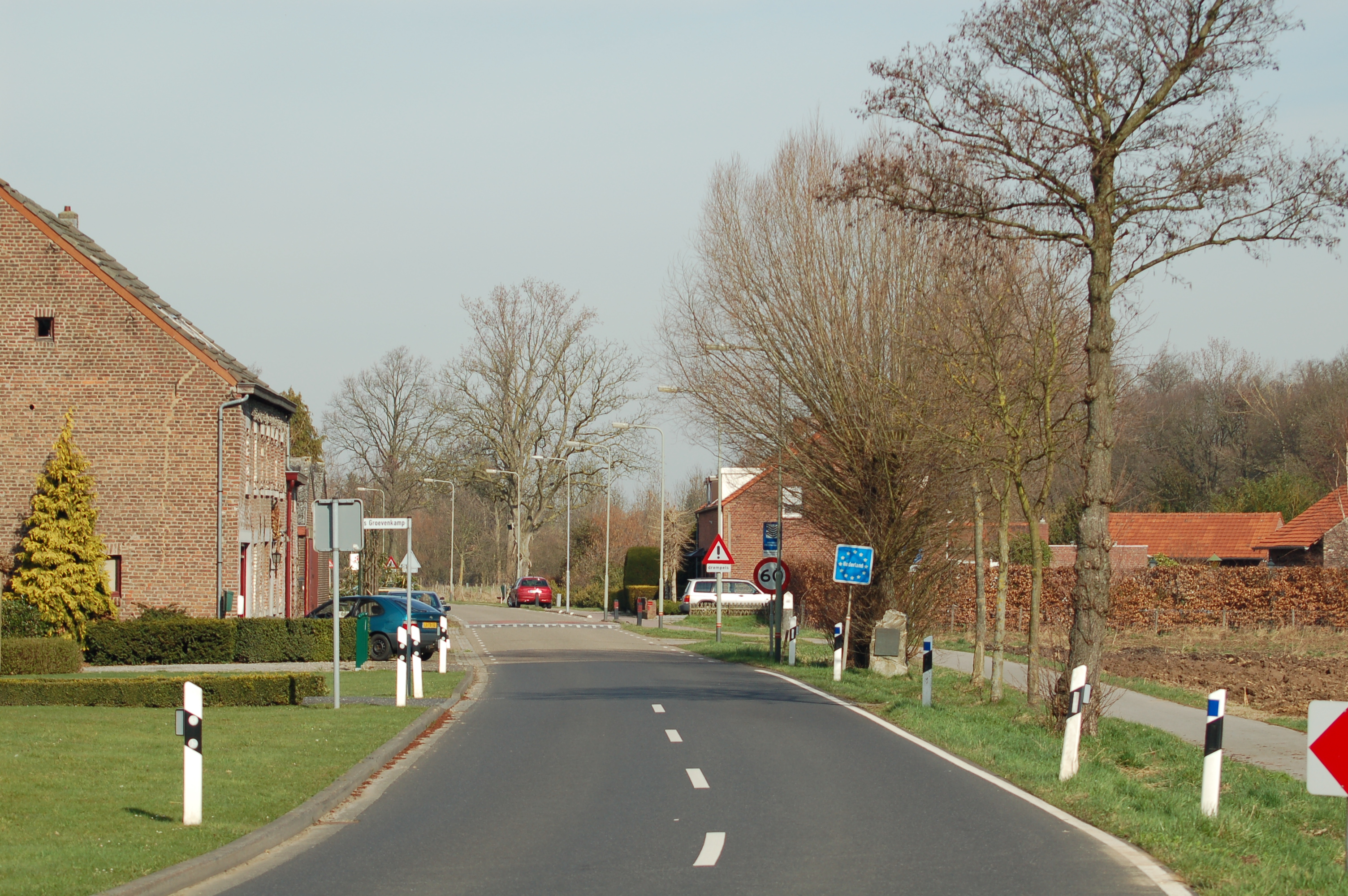
Grenzübergang am westlichsten Punkt Deutschlands im Selfkant

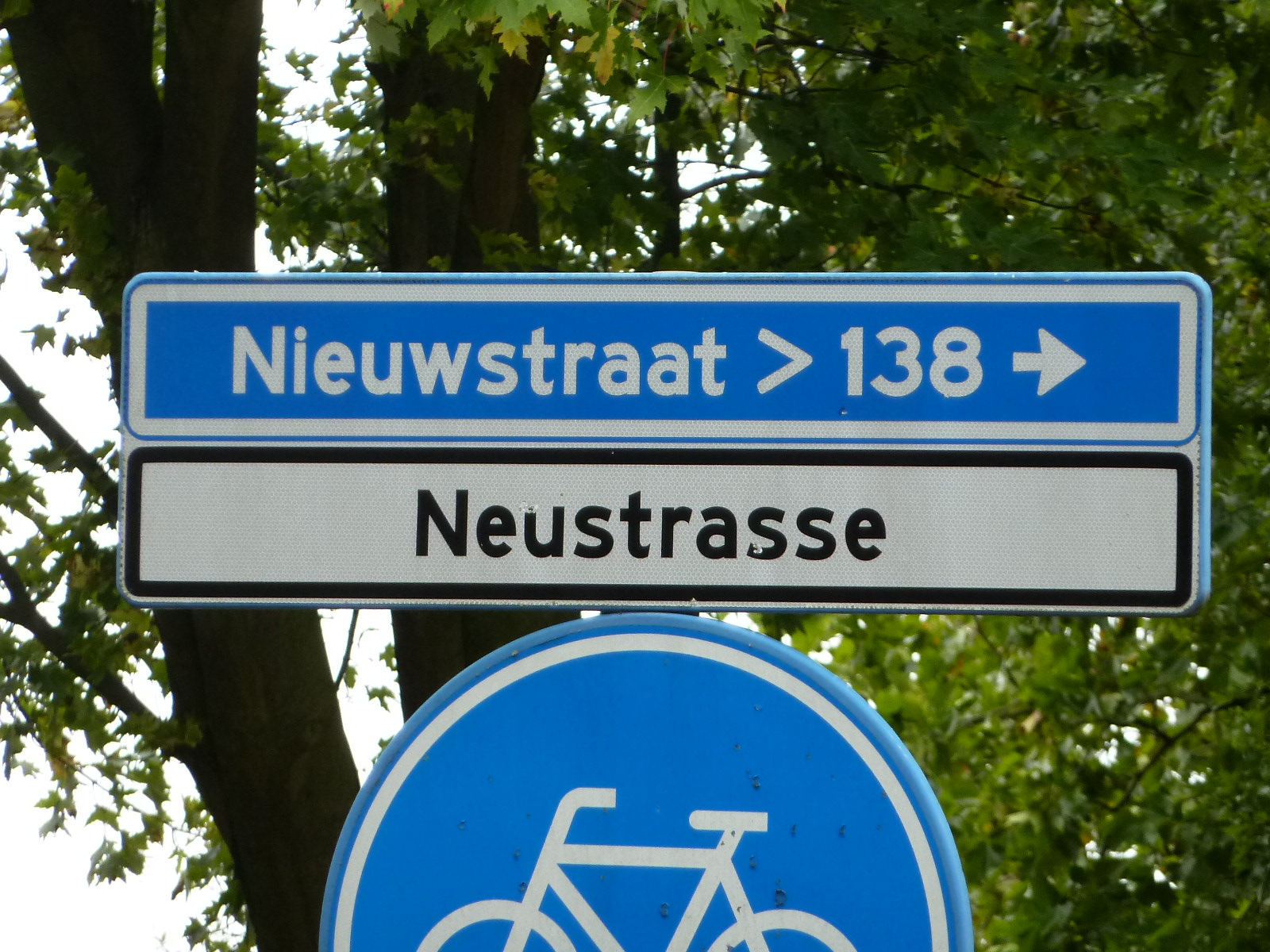
Neustraße in Herzogenrath bzw. Nieuwstraat in Kerkrade

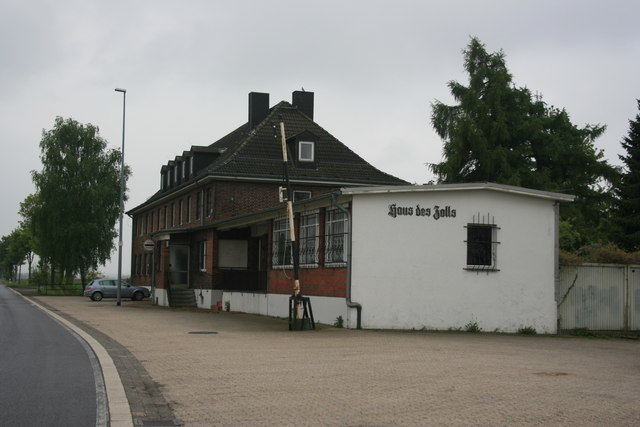
Zollmuseum Friedrichs in Aachen-Horbach

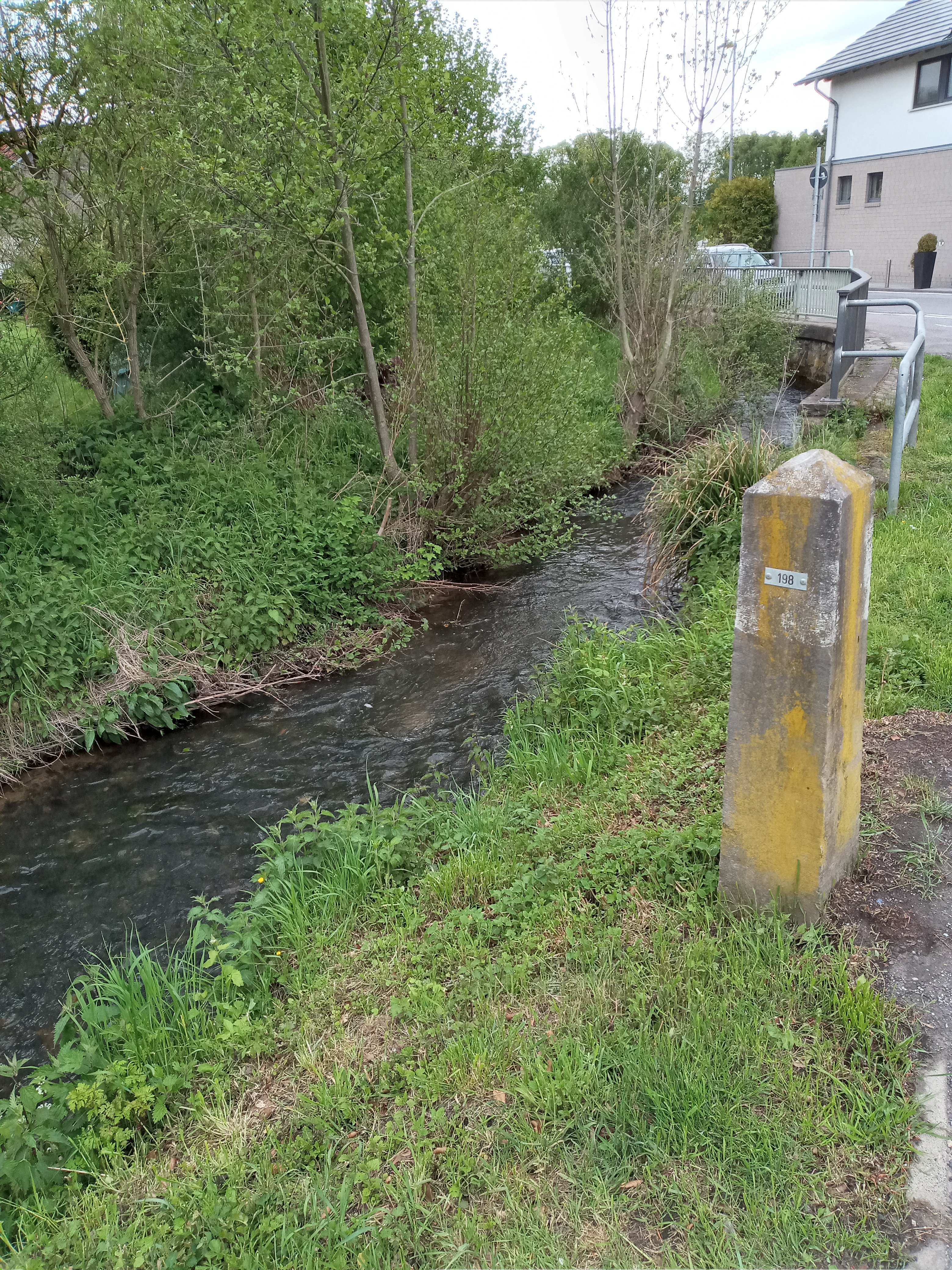
Grenzstein 198 am Senserbach in Lemiers

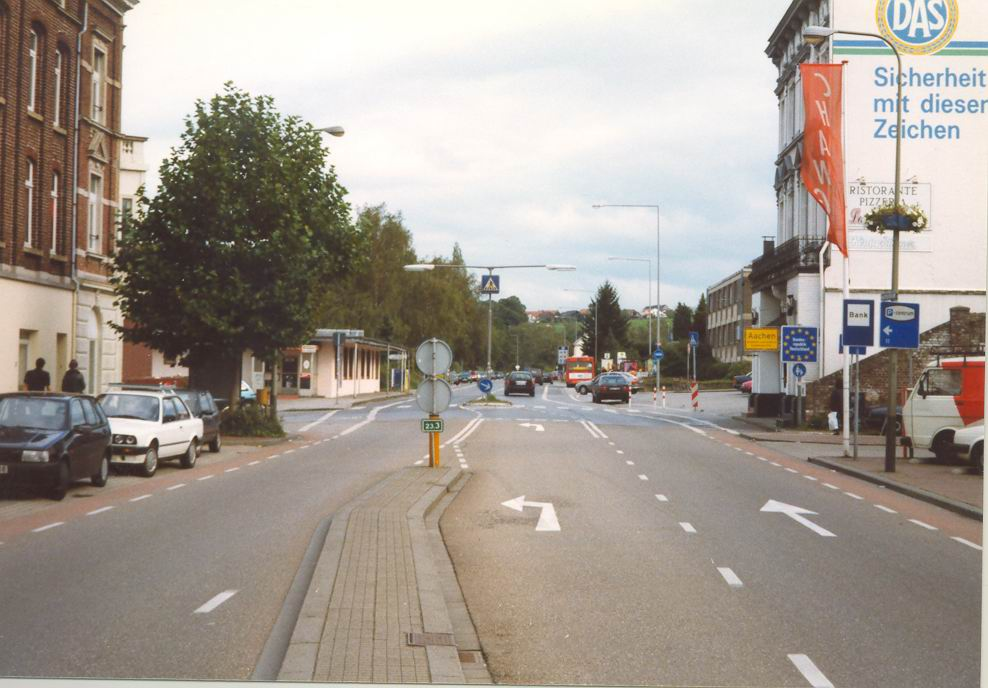
Grenzübergang in Vaals N 278 und Vaalserquartier B 1

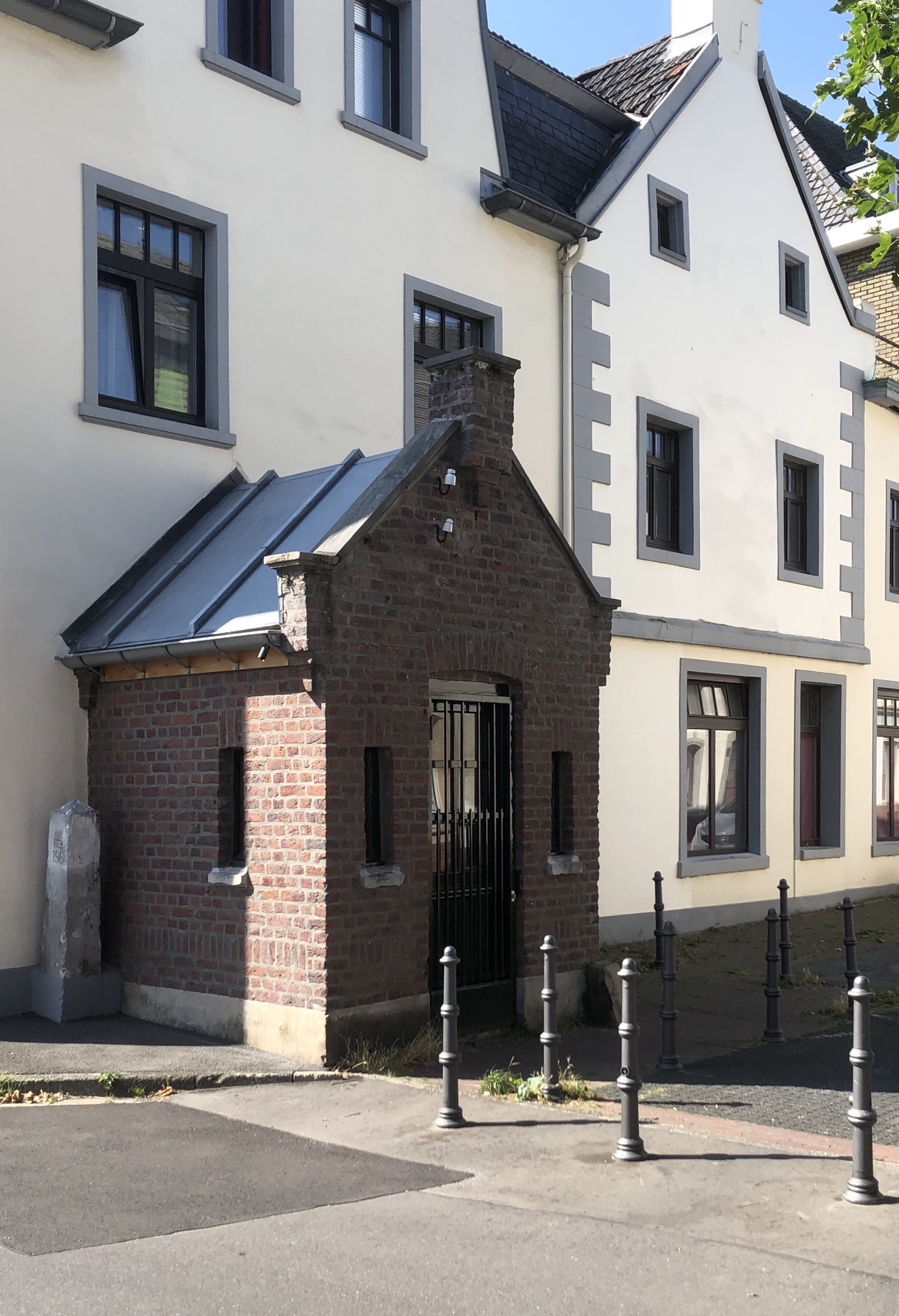
Die Kleine Wache ist der alte Grenzübergang zwischen Vaals nach Vaalserquartier

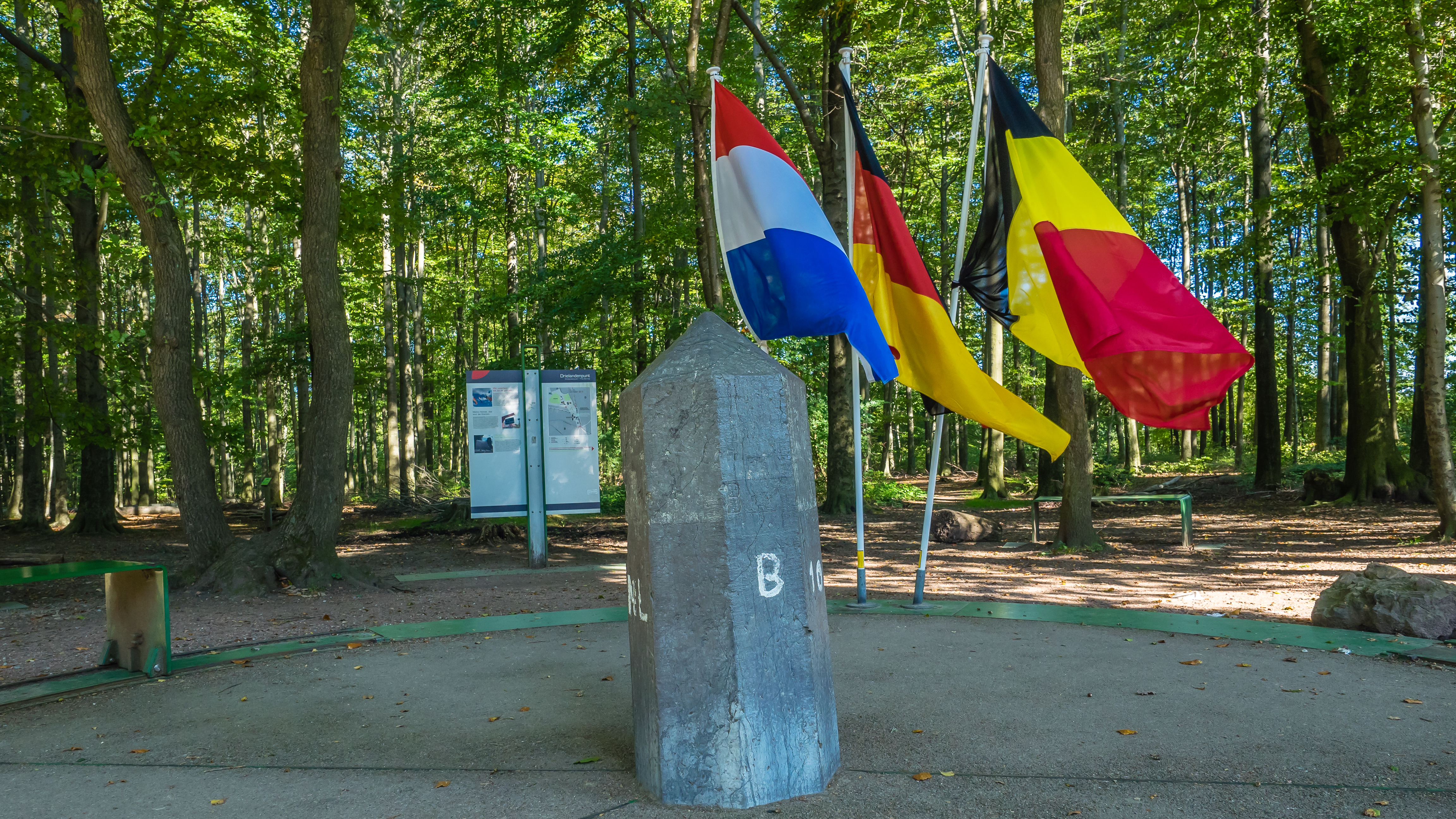
Dreiländereck Vaalserberg Deutschland, Belgien und die Niederlande

Die Grenze zwischen Deutschland und den Niederlanden hat eine Länge von 567 Kilometern (ohne Dollart und im Außenbereich der Ems). Auf der niederländischen Seite grenzen die Provinzen Groningen, Drenthe, Overijssel, Gelderland und Limburg an das Nachbarland. Auf der deutschen Seite sind es die Länder Niedersachsen und Nordrhein-Westfalen (jeweils von Nord nach Süd aufgelistet).

Uneinigkeit über den Grenzverlauf zwischen Deutschland und den Niederlanden besteht im Gebiet des Ems-Ästuars am Übergang des Dollarts in die Nordsee. Während die Niederlande den Talweg als ihre Grenze betrachten, vertritt Deutschland den Standpunkt, die Staatsgrenze verlaufe am linken Ufer der Ems. 
In Bocholt-Suderwick teilt die Grenze eine Straße; im Verhältnis zum unmittelbar benachbarten Dinxperlo gibt es einige Besonderheiten, die im Grenzlandmuseum aufgezeigt werden. Ähnliches gilt für Eurode, einen deutsch-niederländischen Zweckverband der Städte Herzogenrath und Kerkrade. Eine Besonderheit besteht hier durch die gemeinsame Neustraße/Nieuwstraat. Die Grenzziehung in diesem Bereich wird im Zollmuseum Friedrichs am Grenzübergang Aachen-Horbach dargestellt. Das Dorf Lemiers ist durch den Senserbach in einen deutschen und niederländischen Teil getrennt sowie durch eine Fußgängerbrücke miteinander verbunden.

## Gemeinden an der Staatsgrenze (von Nord nach Süd)
| N I E D E R L A N D E | N I E D E R L A N D E | N I E D E R L A N D E |                     | D E U T S C H L A N D | D E U T S C H L A N D | D E U T S C H L A N D | D E U T S C H L A N D |
| Provinz               | Gemeinde              | Grenz- übertritt      |                     | Grenz- übertritt      | Gemeinde              | Kreis                 | Bundesland            |
| --------------------- | --------------------- | --------------------- | ------------------- | --------------------- | --------------------- | --------------------- | --------------------- |
| Groningen             | Het Hogeland          |                       | N o r d s e         |                       | Borkum                | Leer                  | Niedersachsen         |
| Groningen             | Het Hogeland          |                       | N o r d s e         | Krummhörn             | Aurich                |                       | Niedersachsen         |
| Groningen             | Eemsdelta             |                       |                     | Krummhörn             | Aurich                |                       | Niedersachsen         |
| Groningen             | D o l a r t           |                       | Emden               | (kreisfreie Stadt)    |                       |                       | Niedersachsen         |
| Groningen             | D o l a r t           | Oldambt               | Emden               | (kreisfreie Stadt)    |                       |                       | Niedersachsen         |
| Groningen             | D o l a r t           |                       | Jemgum              | Leer                  |                       |                       | Niedersachsen         |
| Groningen             | D o l a r t           | Bunde                 |                     | Leer                  |                       |                       | Niedersachsen         |
| Groningen             |                       |                       |                     | Leer                  |                       |                       | Niedersachsen         |
| Groningen             | Westerwolde           |                       |                     | Leer                  |                       |                       | Niedersachsen         |
| Groningen             |                       | Rhede                 | Emsland             |                       |                       |                       | Niedersachsen         |
| Groningen             | Heede                 |                       | Emsland             |                       |                       |                       | Niedersachsen         |
| Groningen             | Dersum                |                       | Emsland             |                       |                       |                       | Niedersachsen         |
| Groningen             | Walchum               |                       | Emsland             |                       |                       |                       | Niedersachsen         |
| Groningen             | Sustrum               |                       | Emsland             |                       |                       |                       | Niedersachsen         |
| Groningen             | Haren                 |                       | Emsland             |                       |                       |                       | Niedersachsen         |
| Drenthe               | Emmen                 |                       | Emsland             |                       |                       |                       | Niedersachsen         |
| Drenthe               | Emmen                 | Twist                 | Emsland             |                       |                       |                       | Niedersachsen         |
| Drenthe               | Emmen                 | G r e n z a           | Emsland             |                       |                       |                       | Niedersachsen         |
| Drenthe               | Emmen                 |                       | Ringe               | Grafschaft Bentheim   |                       |                       | Niedersachsen         |
| Drenthe               | Emmen                 | Emlichheim            |                     | Grafschaft Bentheim   |                       |                       | Niedersachsen         |
| Drenthe               | Coevorden             |                       |                     | Grafschaft Bentheim   |                       |                       | Niedersachsen         |
| Drenthe               | Laar                  |                       |                     | Grafschaft Bentheim   |                       |                       | Niedersachsen         |
| Drenthe               |                       |                       |                     | Grafschaft Bentheim   |                       |                       | Niedersachsen         |
| Overijssel            | Hardenberg            |                       |                     | Grafschaft Bentheim   |                       |                       | Niedersachsen         |
| Overijssel            | Hardenberg            | Wielen                |                     | Grafschaft Bentheim   |                       |                       | Niedersachsen         |
| Overijssel            | Hardenberg            | Itterbeck             |                     | Grafschaft Bentheim   |                       |                       | Niedersachsen         |
| Overijssel            | Hardenberg            | Wielen                |                     | Grafschaft Bentheim   |                       |                       | Niedersachsen         |
| Overijssel            | Twenterand            |                       |                     | Grafschaft Bentheim   |                       |                       | Niedersachsen         |
| Overijssel            | Tubbergen             |                       |                     | Grafschaft Bentheim   |                       |                       | Niedersachsen         |
| Overijssel            | Itterbeck             |                       |                     | Grafschaft Bentheim   |                       |                       | Niedersachsen         |
| Overijssel            | Getelo                |                       |                     | Grafschaft Bentheim   |                       |                       | Niedersachsen         |
| Overijssel            | Halle                 |                       |                     | Grafschaft Bentheim   |                       |                       | Niedersachsen         |
| Overijssel            | Dinkelland            |                       |                     | Grafschaft Bentheim   | Lage                  |                       | Niedersachsen         |
| Overijssel            | Dinkelland            | Neuenhaus             |                     | Grafschaft Bentheim   |                       |                       | Niedersachsen         |
| Overijssel            | Dinkelland            | Nordhorn              |                     | Grafschaft Bentheim   |                       |                       | Niedersachsen         |
| Overijssel            | Losser                |                       |                     | Grafschaft Bentheim   | Bad Bentheim          |                       | Niedersachsen         |
| Overijssel            | Losser                |                       | Gronau              | Borken                | Nordrhein-Westfalen   |                       |                       |
| Overijssel            | Enschede              |                       | Gronau              | Borken                | Nordrhein-Westfalen   |                       |                       |
| Overijssel            | Ahaus                 |                       |                     | Borken                | Nordrhein-Westfalen   |                       |                       |
| Overijssel            | Haaksbergen           |                       |                     | Borken                | Nordrhein-Westfalen   |                       |                       |
| Overijssel            | Vreden                |                       |                     | Borken                | Nordrhein-Westfalen   |                       |                       |
| Gelderland            | Berkelland            |                       |                     | Borken                | Nordrhein-Westfalen   |                       |                       |
| Gelderland            | Oost Gelre            |                       |                     | Borken                | Nordrhein-Westfalen   |                       |                       |
| Gelderland            | Winterswijk           |                       |                     | Borken                | Nordrhein-Westfalen   |                       |                       |
| Gelderland            | Südlohn               |                       |                     | Borken                | Nordrhein-Westfalen   |                       |                       |
| Gelderland            | Borken                |                       |                     | Borken                | Nordrhein-Westfalen   |                       |                       |
| Gelderland            | Rhede                 |                       |                     | Borken                | Nordrhein-Westfalen   |                       |                       |
| Gelderland            | Bocholt               |                       |                     | Borken                | Nordrhein-Westfalen   |                       |                       |
| Gelderland            | Aalten                |                       |                     | Borken                | Nordrhein-Westfalen   |                       |                       |
| Gelderland            | Isselburg             |                       |                     | Borken                | Nordrhein-Westfalen   |                       |                       |
| Gelderland            | Oude IJsselstreek     |                       |                     | Borken                | Nordrhein-Westfalen   |                       |                       |
| Gelderland            |                       | Rees                  | Kleve               |                       | Nordrhein-Westfalen   |                       |                       |
| Gelderland            | Emmerich am Rhein     |                       | Kleve               |                       | Nordrhein-Westfalen   |                       |                       |
| Gelderland            | Montferland           |                       | Kleve               |                       | Nordrhein-Westfalen   |                       |                       |
| Gelderland            | Zevenaar              |                       | Kleve               |                       | Nordrhein-Westfalen   |                       |                       |
| Gelderland            | R h e i n             |                       | Kleve               |                       | Nordrhein-Westfalen   |                       |                       |
| Gelderland            | Kleve                 |                       | Kleve               |                       | Nordrhein-Westfalen   |                       |                       |
| Gelderland            | Berg en Dal           |                       | Kleve               |                       | Nordrhein-Westfalen   |                       |                       |
| Gelderland            | Kranenburg            |                       | Kleve               |                       | Nordrhein-Westfalen   |                       |                       |
| Limburg               | Gennep                |                       | Kleve               |                       | Nordrhein-Westfalen   |                       |                       |
| Limburg               | Gennep                | Goch                  | Kleve               |                       | Nordrhein-Westfalen   |                       |                       |
| Limburg               | Bergen                |                       | Kleve               |                       | Nordrhein-Westfalen   |                       |                       |
| Limburg               | Weeze                 |                       | Kleve               |                       | Nordrhein-Westfalen   |                       |                       |
| Limburg               | Kevelaer              |                       | Kleve               |                       | Nordrhein-Westfalen   |                       |                       |
| Limburg               | Geldern               |                       | Kleve               |                       | Nordrhein-Westfalen   |                       |                       |
| Limburg               | Venlo                 |                       | Kleve               |                       | Nordrhein-Westfalen   |                       |                       |
| Limburg               | Straelen              |                       | Kleve               |                       | Nordrhein-Westfalen   |                       |                       |
| Limburg               |                       | Nettetal              | Viersen             |                       | Nordrhein-Westfalen   |                       |                       |
| Limburg               | Brüggen               |                       | Viersen             |                       | Nordrhein-Westfalen   |                       |                       |
| Limburg               | Beesel                |                       | Viersen             |                       | Nordrhein-Westfalen   |                       |                       |
| Limburg               | Roermond              |                       | Viersen             |                       | Nordrhein-Westfalen   |                       |                       |
| Limburg               | Niederkrüchten        |                       | Viersen             |                       | Nordrhein-Westfalen   |                       |                       |
| Limburg               | Roerdalen             |                       | Viersen             |                       | Nordrhein-Westfalen   |                       |                       |
| Limburg               |                       | Wegberg               | Heinsberg           |                       | Nordrhein-Westfalen   |                       |                       |
| Limburg               | R o t h e n b a c h   | Wegberg               | Heinsberg           |                       | Nordrhein-Westfalen   |                       |                       |
| Limburg               | Wassenberg            |                       | Heinsberg           |                       | Nordrhein-Westfalen   |                       |                       |
| Limburg               |                       |                       | Heinsberg           |                       | Nordrhein-Westfalen   |                       |                       |
| Limburg               | Heinsberg             |                       | Heinsberg           |                       | Nordrhein-Westfalen   |                       |                       |
| Limburg               | Waldfeucht            |                       | Heinsberg           |                       | Nordrhein-Westfalen   |                       |                       |
| Limburg               | Echt-Susteren         |                       | Heinsberg           |                       | Nordrhein-Westfalen   |                       |                       |
| Limburg               | Selfkant              |                       | Heinsberg           |                       | Nordrhein-Westfalen   |                       |                       |
| Limburg               | Sittard-Geleen        |                       | Heinsberg           |                       | Nordrhein-Westfalen   |                       |                       |
| Limburg               | Beekdaelen            |                       | Heinsberg           |                       | Nordrhein-Westfalen   |                       |                       |
| Limburg               | Gangelt               |                       | Heinsberg           |                       | Nordrhein-Westfalen   |                       |                       |
| Limburg               | Brunssum              |                       | Heinsberg           |                       | Nordrhein-Westfalen   |                       |                       |
| Limburg               | Geilenkirchen         |                       | Heinsberg           |                       | Nordrhein-Westfalen   |                       |                       |
| Limburg               | Übach-Palenberg       |                       | Heinsberg           |                       | Nordrhein-Westfalen   |                       |                       |
| Limburg               | Landgraaf             |                       | Heinsberg           |                       | Nordrhein-Westfalen   |                       |                       |
| Limburg               |                       | Herzogenrath          | Städteregion Aachen |                       | Nordrhein-Westfalen   |                       |                       |
| Limburg               | Kerkrade              | Herzogenrath          | Städteregion Aachen |                       | Nordrhein-Westfalen   |                       |                       |
| Limburg               | Aachen                |                       | Städteregion Aachen |                       | Nordrhein-Westfalen   |                       |                       |
| Limburg               | Heerlen               |                       | Städteregion Aachen |                       | Nordrhein-Westfalen   |                       |                       |
| Limburg               | Simpelveld            |                       | Städteregion Aachen |                       | Nordrhein-Westfalen   |                       |                       |
| Limburg               | Gulpen-Wittem         |                       | Städteregion Aachen |                       | Nordrhein-Westfalen   |                       |                       |
| Limburg               | Vaals                 |                       | Städteregion Aachen |                       | Nordrhein-Westfalen   |                       |                       |
| B e l g i e n         |                       |                       |                     |                       |                       |                       |                       |